# Origins (Imagine Dragons)
Origins is het vierde studioalbum van de Amerikaanse band Imagine Dragons. Het album verscheen op 9 november 2018 onder de labels Kidinakorner, Polydor en Interscope Records.

## Achtergrond
Na het succes van Evolve doken de mannen van Imagine Dragons snel weer de studio om een nieuw album te maken. Zo ontstond Origins, een album gemaakt samen met dezelfde producers als het vorige album. Dan Reynolds, de zanger van de band, noemde het album een zusterproject van Evolve, want veel nummers van dit album hadden de mannen al klaar liggen na Evolve, maar zijn uiteindelijk toch niet op dit album gekomen.
Op 17 juli 2018 werd de leadsingle van het album, Natural, uitgebracht. Een nummer over het omgaan met tegenslagen. Het nummer bereikte een zesde plek in de Nederlandse Top 40. Op 19 september 2018 werd Zero uitgebracht, de tweede single van het album. Het nummer komt ook voor in de Disney film Ralph Breaks the Internet. De derde single van het album werd Machine. Net als Zero bereikte dit nummer niet de Top 40. De vierde single, Bad Liar deed dit wel en bereikte de 9de plaats in de top 40. Het nummer gaat over de depressies en de scheiding van de zanger.  De vijfde en laatste single van het album, Birds, gaat ook over de moelijke relatie die Reynolds had met zijn vrouw. In de Nederlandse Top 40 kwam het niet verder dan de 34ste plek. Het nummer is ook alleen te horen op de deluxe editie van het album. 

## Tracklist
| Nr. | Titel           | Opmerking | Duur |
| --- | --------------- | --------- | ---- |
| 1.  | Natural         |           | 3:09 |
| 2.  | Boomerang       |           | 3:21 |
| 3.  | Machine         |           | 3:01 |
| 4.  | Cool Out        |           | 3:37 |
| 5.  | Bad Liar        |           | 4:20 |
| 6.  | West Coast      |           | 3:37 |
| 7.  | Zero            |           | 3:30 |
| 8.  | Bullet in a Gun |           | 3:24 |
| 9.  | Digital         |           | 3:21 |
| 10. | Only            |           | 3:00 |
| 11. | Stuck           |           | 3:10 |
| 12. | Love            |           | 2:46 |

Naast de standaardeditie werd ook een deluxe editie vrijgegeven met daarop 4 extra nummers. 

| Nr. | Titel            | Opmerking | Duur |
| --- | ---------------- | --------- | ---- |
| 13. | Birds            |           | 3:39 |
| 14. | Burn Out         |           | 4:33 |
| 15. | Real Life        |           | 4:07 |
| 16. | Born to Be Yours |           | 3:13 |

## Ontvangst
Het album stond 70 weken in de Album Top 100. De hoogste positie die het hier in behaalde was plek 3. In landen als de Verenigde Staten, Canada en Slowakije behaalde het album zelfs de nummer 1 plek. 
Het album debuteerde op plek 2 in de Amerikaanse Billboard 200. Het album is het vierde top vijf album van de band. Het album behaalde platimum door de RIAA, doordat het meer dan een miljoen keer is verkocht in de Verenigde Staten.